# Thelma Percy

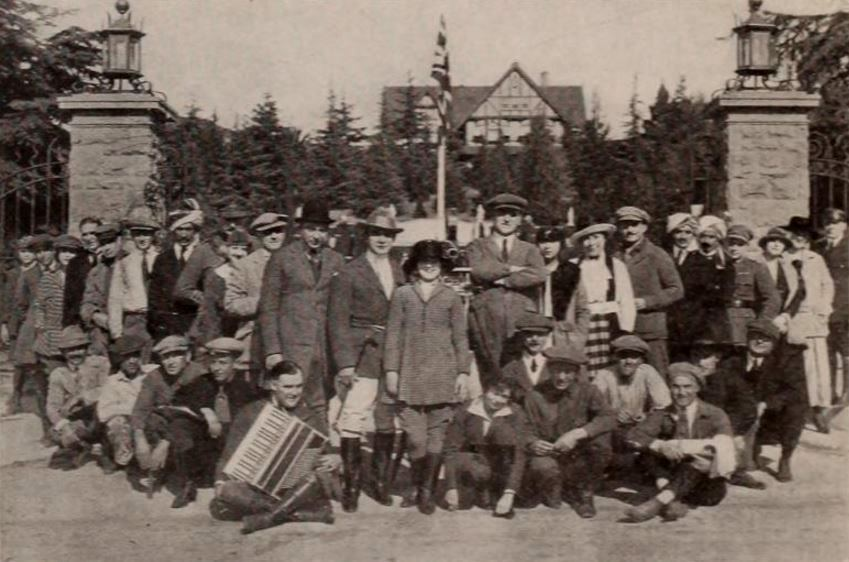
Elenco e produção do seriado The Vanishing Dagger, tendo no centro Eddie Polo e Thelma Percy.

Thelma Percy (20 de outubro de 1903 - 6 de julho de 1970) foi uma atriz nascida na Irlanda do Norte e radicada ao cinema estadunidense na era do cinema mudo, que atuou em 6 filmes entre 1920 e 1921. Thelma era irmã da atriz Eileen Percy.

## Biografia
Nasceu em Belfast, Irlanda do Norte, irmã da também atriz Eileen Percy, porém nunca alcançou a fama de sua irmã. Seu primeiro filme foi The Beggar Prince, em 1920, ao lado do ator Sessue Hayakawa. Atuou depois no Western Wolf Tracks (1920), ao lado de Hoot Gibson, e ainda em 1920 atuou no seriado da Universal Pictures The Vanishing Dagger, ao lado de Eddie Polo e Laura Oakley. Seu último filme foi Seven Years Bad Luck (no Brasil, Sete Anos de Azar), em 1921, pela Max Linder Productions.
Entre fevereiro e junho de 1922, atuou na peça da Broadway The Blushing Bride.
Em 1963, a Films Max Linder lançou na França En compagnie de Max Linder (no Brasil, Rindo com Max Linder), apresentando cenas de arquivo de Max Linder, no filme Seven Years Bad Luck, de 1921, em que há a atuação de Thelma Percy. Foi dirigido por Maud Linder, a única criança ainda viva das comédias originais de Linder, e foi narrado por René Clair.
Casou com William A. Brady Jr. em 27 de outubro de 1920. Morreu em Santa Mônica, Califórnia, a 6 de julho de 1970.

## Filmografia
- The Beggar Prince (1920)
- Wolf Tracks (1920)
- The Vanishing Dagger (1920)
- The Stage Hand (1920)
- The Star Rover (1920)
- Seven Years Bad Luck (1921)[5]
- En Compagnie de Max Linder (1963)[6]